# 馬泉営駅
座標: 北緯40度1分56.53秒 東経116度29分55.31秒 / 北緯40.0323694度 東経116.4986972度
馬泉営駅（ばせんえいえき）は北京市朝陽区崔各荘地区に位置する北京地下鉄15号線の駅である。

## 歴史
- 2010年12月30日 - 開業。

## 駅構造

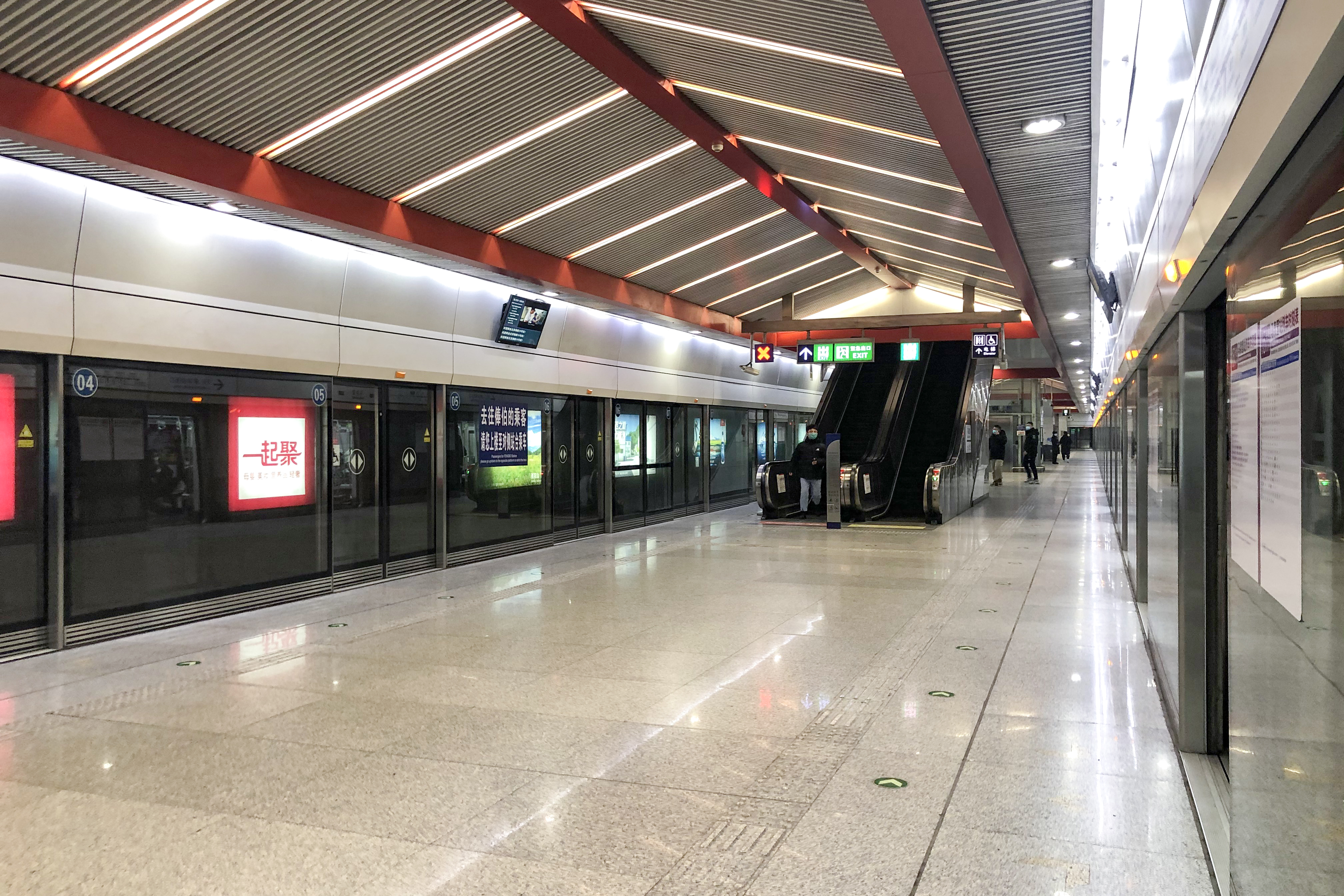
ホーム

島式ホーム2面4線を有する地下駅で、外側二線は車両基地へと繋がっている。駅構内は中国風の屋根を模したデザインになっており、また中国紅を基調としている。

## 駅周辺
- 馬泉営車輌段（中国語版）

## 隣の駅
北京地下鉄
■15号線
崔各荘駅 - 馬泉営駅 - 孫河駅